# Ziziphus budhensis
Ziziphus budhensis es una especie de planta de la familia Rhamnaceae, endémica de la región de Temal, en el distrito de Kavrepalanchok, provincia de Bagmati.

## Descripción
El árbol crece desde 8 hasta 10 metros de altura. Es dimórfico. Las ramas estériles tienen espinas más largas y las ramas fértiles tienen espinas más cortas o no tienen espinas. Las hojas alternas son ovaladas y elípticas. Sus flores son blancas y florece entre marzo y abril, sus frutos crecen en el periodo de mayo a agosto.

## Valor económico y religioso

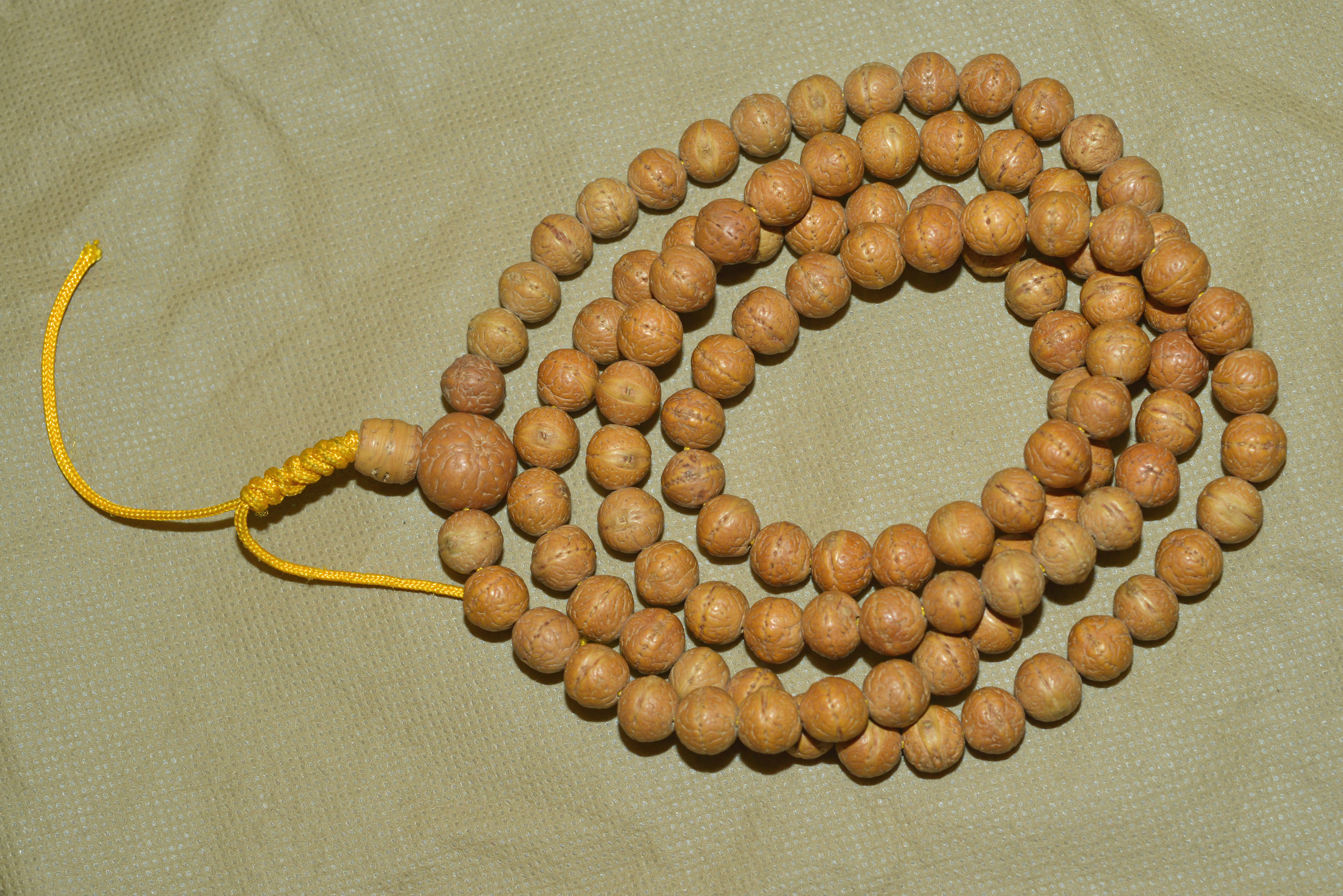
Un mala de bodichita hecho con semillas de Ziziphus budhensis

Ziziphus budhensis tiene una fruta comestible, y el árbol también se utiliza como forraje para el ganado. 
Destaca por el uso dado a sus semillas, las cuales se utilizan como cuentas para hacer malas (rosarios), conocidos como malas de bodhichita, Buddha chitta mala o malas de semillas de bodhi, los cuales son utilizados en especial por el budismo tibetano. Estos son muy valorados, así un mala con sus 108 cuentas puede costar hasta 80 mil rupias nepalíes. Sin embargo, el precio del mala varía según el diámetro y la cara de la semilla. Cuanto menor sea el diámetro, mayor es su precio. De manera similar, el mala de una cara es más costoso seguido por el de cinco caras, cuatro caras, tres caras, dos caras y así sucesivamente. Según se informa, la región de Timal cuenta con un comercio anual de malas de bodichita  que asciende anualmente a los mil millones de rupias nepalíes (aproximadamente, unos 9,8 millones de dólares estadounidenses) y las cuentas se exportan desde Nepal a India, China, Singapur, Japón y Corea del Sur. 
El ministerio de Silvicultura del gobierno de Nepal ha establecido un comité y ha comenzado a distribuir las plántulas de  esta especie para mejorar la situación económica de las personas que viven en la región. Se han establecido numerosos viveros que cultivan la plántula.

## Taxonomía
Ziziphus budhensis fue descrita por Khem Raj Bhattarai y Mitra Lal Pathak y publicada en Indian Journal of Plant Sciences. [Jaipur] 4(2): 73, en 2015.

#### Etimología
Véase: Ziziphus
budhensis: